# Анна Гамільтон, герцогиня Гамільтон
Анна Гамільтон (6 січня 1631, Лондон — 17 жовтня 1716, Гамільтон) — шотландська аристократка, 3-тя герцогиня Гамільтон (1651—1698).

## Життєпис
Анна Гамільтон була другою дочкою Джеймса Гамільтона (1606—1649) — ІІІ маркіза Гамільтон, І герцога Гамільтона та леді Маргарет Філдінг (1613—1638) — дочки Вільяма Філдінга,І графа Денбі та леді Сюзанни Віл'єрс , сестри Джорджа Віл'єрса , І герцога Бекінгема.
Народилась в палаці Вайтхолл в Лондоні, де її мати служила придворною дамою при Генріетті Марії Французькій — дружині короля Англії та Шотландії Карла І Стюарта.
У березні 1649 році після страти Джеймса Гамільтона — І герцога Гамільтона, його молодший брат Вільям Гамільтон — граф Ланарк успадкував його титули і володіння. У 1651 році Вільям Гамільтон помер від ран, отриманих в битві під Вустером, де він захищав короля Карла ІІ та Шотландію. У своєму заповіті, який він склав в Гаазі в 1650 році, Вільям Гамільтон написав, що його племінниця Анна повинна успадкувати всі його землі і титул герцога, а не його власні дочки. У вересні 1651 році Анна Гамільтон успадкувала титул герцогині Гамільтон, титул маркізи Клайдсдейл, графині Арран, графині Ланарк, графині Кембрідж.
Анна Гімільтон могла претендувати на трон королів Шотландії. Її предок — Джеймс Гамільтон (1415—1479) — І лорд Гамільтон був одружений з Марією Шотландською — дочкою короля Якова ІІ Стюарта. Її прапрадід Джеймс Гамільтон , ІІ граф Арран був спадкоємцем трону Шотландії після смерті Джона Стюарта і до народження Якова VI Стюарта та регентом Шотландії під час неповноліття короля та в час перебування у Франції королеви Марії Стюарт.
У липні 1698 року Анна Гамільтон відмовилась від всіх своїх титулів на користь англійського короля Вільгельма Оранського, який через місяць своїм указом підписаним в Хет Лоо (Нідерланди) передав всі титули її старшому сину Джеймсу Гамільтону, що став герцогом Гамільтоном, маркізом Клайдсдейлом, графом Арраном, графом Ланарком, графом Кембріджем. 17 жовтня 1716 року Анна Гамільтон у віці 85 років померла в своєму родовому замку Гамільтон в Шотландії.

## Родина
Анна Гамільтон 29 квітня 1656 року в Корсторфіні (біля Единбургу) одружилась з Вільямом Дугласом (1634—1694) — І графом Селкірк, молодшим сином Вільяма Дугласа, І маркіза Дугласа та леді Мері Гордон (1600—1674).
У 1660 році Вільям Дуглас взяв прізвище Дуглас-Гамільтон і став герцогом Гамільтон (по шлюбу). У них були діти:
- леді Мері Гамільтон (1657—1666)
- Джеймс Гамільтон (1658—1712) — IV герцог Гамільтон, І герцог Брендон
- лорд Вільям Гамільтон (1659—1681)
- леді Анна Гамільтон (1661—1663)
- леді Кетрін Гамільтон (1662—1707) — одружилась з Джоном Мюрреєм (1660—1724) — І герцогом Атолл
- Чарльз Гамільтон (1663—1739) — ІІ граф Селкірк
- Джон Гамільтон (1665—1744) — І граф Руглен, ІІІ граф Селкірк
- Джордж Гамільтон (166—1737) — І граф Оркні
- леді Сюзанна Гамільтон (1667—1737) — одружилась з Джоном Кокрейном (1660—1690) — IV графом Дандональдом, вдруге одружилась з Джоном Геєм (1645—1713) — ІІ маркізом Твіддейл
- леді Маргарет Гамільтон (1668—1731) — одружилась з Джеймсом Молом (1658—1723) — IV графом Панмюр
- леді Анна Гамільтон (нар. 1669) — померла в дитинстві
- лорд Базіл Гамільтон (1671—1701)
- лорд Арчібальд Гамільтон (1673—1754)